# كلاي تومسون
كلاي ألكسندر تومسون (بالإنجليزية: Klay Thompson)‏ (من مواليد 8 فبراير 1990) هو لاعب كرة سلة أمريكي محترف في فريق غولدن ستايت ووريورز التابع للاتحاد الوطني لكرة السلة (NBA). يُنسب إليه كواحد من أعظم الرماة في تاريخ الدوري الأمريكي للمحترفين. بطل الدوري الأمريكي للمحترفين أربع مرات مع ووريورز، من ضمن فريق أول-ستار خمس مرات وفريق أول-إن بي أي الثالث لمرتين. تم اختياره أيضًا في فريق إن بي أي أول-ديفنسف الثاني.
تومسون هو ابن لاعب الدوري الأمريكي للمحترفين السابق مايكال تومسون. لعب كرة السلة للكلية لمدة ثلاثة مواسم مع فريق ولاية واشنطن كوجر، حيث كان اختيارًا لمؤتمرات الفريق الأول مرتين في باك-10 (Pac-10) (الآن باك-12). تم اختياره في الجولة الأولى من مسودة الدوري الأمريكي للمحترفين 2011 من قبل غولدن ستيت مع الاختيار الحادي عشر. في عام 2014، سجل تومسون وزميله في الفريق ستيفن كاري رقمًا قياسيًا في الدوري الأمريكي للمحترفين حينها مع 484 رميات ثلاثية في موسم واحد، واكتسب الزوج لقب «الإخوة سبلاش». في عام 2015، ساعد تومسون في قيادة فريق ووريورز إلى أول بطولة إن بي أي منذ عام 1975، وكان مساهمًا رئيسيًا في ألقاب ووريورز 2017، 2018، و2022. تعرض لإصابة في الرباط الصليبي الأمامي (ACL) في المباراة 6 من نهائيات الدوري الأمريكي للمحترفين 2019 وغاب عن موسم 2019-20 بأكمله. عانى تومسون بعد ذلك من تمزق في وتر العرقوب أثناء تعافيه من إصابة في الركبة وغاب عن موسم 2020-21 بأكمله أيضًا. عاد تومسون للعب في يناير 2022، بعد أن فُقد ما يقرب من 31 شهرًا.

## حياة مبكرة
ولد تومسون في لوس أنجلوس لأبوين جولي ومايكال تومسون. كانت والدته لاعبة كرة طائرة في الكلية لجامعة بورتلاند وجامعة سان فرانسيسكو، بينما كان والده أول اختيار عام لمسودة الدوري الأمريكي للمحترفين لعام 1978. عندما كان تومسون في الثانية من عمره، انتقل هو وعائلته إلى بحيرة أوسويغو بولاية أوريغون، حيث كان أصدقاء طفولته وزملائه في فريق ليتل ليغ مع نجم إن بي أي المستقبلي كيفن لوف. نشأ هو وإخوته هناك ككاثوليكيون.
في سن الرابعة عشرة، انتقلت عائلة تومسون إلى لاديرا رانش، كاليفورنيا، حيث تخرج كلاي من مدرسة سانتا مارغريتا الثانوية الكاثوليكية في رانشو سانتا مارغريتا في عام 2008. في موسمه الصغير، تم تعيينه في فريق أول-أيريا الثاني وفريق مقاطعة أورنج الثالث. بلغ متوسط تومسون 21 نقطة لكل لعبة وقاد فريق المدرسة إلى سجل 30-5 وظهور بطولة الولاية في القسم الثالث. خلال بطولة الولاية، سجل تومسون رقماً قياسياً في نهائيات الولاية بسبع رميات ثلاثية في المباراة. حصل على لقب أفضل لاعب في الولاية في القسم الثالث، واللاعب الأكثر قيمة في الدوري، وأفضل فريق في الغرب، وفريق إي أي سبورتس أول أميريكان الفريق الثاني.

## مسيرة المنتخب الوطني

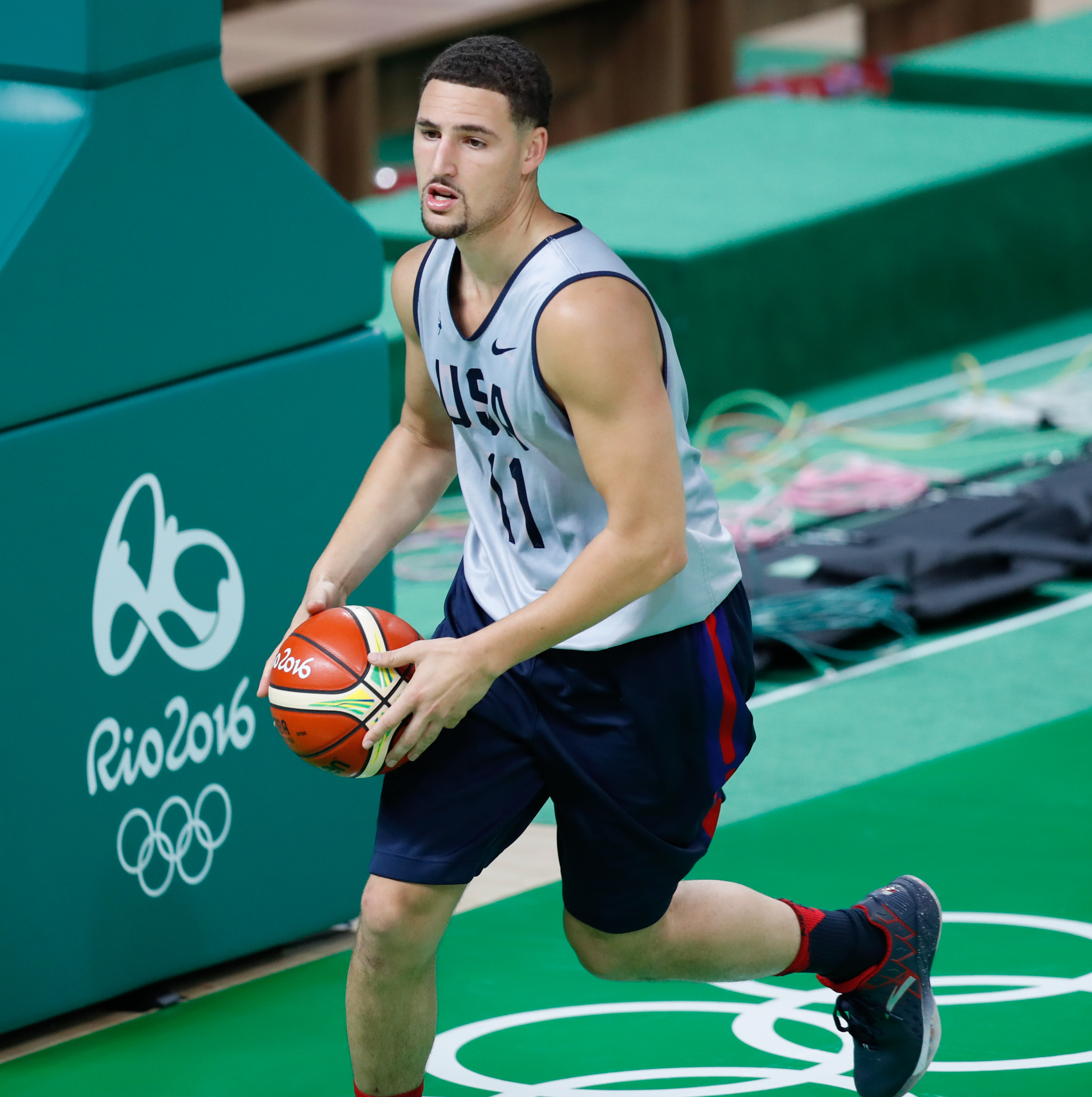
تومسون مع المنتخب الوطني للولايات المتحدة في أولمبياد ريو 2016

كان تومسون عضوًا في المنتخب الوطني للولايات المتحدة الذي فاز بالميدالية الذهبية في كأس العالم لكرة السلة 2014 ودورة الألعاب الأولمبية في ريو 2016. كما فاز بالميدالية الذهبية كعضو في المنتخب الوطني تحت 19 عامًا في بطولة العالم لكرة السلة لعام 2009 تحت 19 عامًا.

## الملف الشخصي للاعب
تومسون هو مسدد غزير الإنتاج وفعال، لا سيما من مسافة معينة، بالإضافة إلى أنه رام حر من فئة النخبة. تم وصف نموذج التصوير الخاص به بأنه «كتاب مدرسي» و «صورة مثالية». على الرغم من قدرته على التعامل مع الكرة في هجوم ووريورز، إلا أن تومسون هو في الأساس لاعب يلتقط الكرة ويسددها، ويستفيد من التخفيضات الخلفية والشاشات التي وضعها زملائه في الفريق لإفساح المجال لتسديدته السريعة فائقة الدقة. على الرغم من أن تومسون غير معروف بصد التسديدات أو الاختراق، إلا أنه يعتبر مدافعًا قويًا بفضل حجمه في موقع الحراسة وقدرته على الدفاع ضد كل من حراس النخبة والأجنحة. كما أشاد بقدرته على التحمل. يُعرف تومسون أيضًا بشخصيته الهادئة والمسترخية، ونادرًا ما يظهر العاطفة داخل الألعاب أو خارجها. إنه أحد اللاعبين القلائل في الدوري الأمريكي للمحترفين برعاية شركة الأحذية الصينية أنتا، حيث وقع عقدًا لمدة 10 سنوات معها في عام 2016.

## إحصائيات المهنة

### الدوري الأمريكي للمحترفين

#### موسم عادي
| السنة    | الفريق                   | لعب | بدأ | دقيقة | ميداني% | ثلاثية | حرة   | ارتداد | صنع | استلاب | تصدي | نقطة |
| -------- | ------------------------ | --- | --- | ----- | ------- | ------ | ----- | ------ | --- | ------ | ---- | ---- |
| 2011–12  | غولدن ستيت [الإنجليزية]  | 66* | 29  | 24.4  | .443    | .414   | .868  | 2.4    | 2.0 | .7     | .3   | 12.5 |
| 2012–13  | غولدن ستيت [الإنجليزية]  | 82* | 82* | 35.8  | .422    | .401   | .841  | 3.8    | 2.2 | 1.0    | .5   | 16.6 |
| 2013–14  | غولدن ستيت [الإنجليزية]  | 81  | 81  | 35.4  | .444    | .417   | .795  | 3.1    | 2.2 | .9     | .5   | 18.4 |
| 2014–15  | غولدن ستيت [الإنجليزية]  | 77  | 77  | 31.9  | .463    | .439   | .879  | 3.2    | 2.9 | 1.1    | .8   | 21.7 |
| 2015–16  | غولدن ستيت [الإنجليزية]  | 80  | 80  | 33.3  | .470    | .425   | .873  | 3.8    | 2.1 | .8     | .6   | 22.1 |
| 2016–17  | غولدن ستيت [الإنجليزية]  | 78  | 78  | 34.0  | .468    | .414   | .853  | 3.7    | 2.1 | .8     | .5   | 22.3 |
| 2017–18  | غولدن ستيت [الإنجليزية]  | 73  | 73  | 34.3  | .488    | .440   | .837  | 3.8    | 2.5 | .8     | .5   | 20.0 |
| 2018–19  | غولدن ستيت [الإنجليزية]  | 78  | 78  | 34.0  | .467    | .402   | .816  | 3.8    | 2.4 | 1.1    | .6   | 21.5 |
| 2021–22  | غولدين ستيت [الإنجليزية] | 32  | 32  | 29.4  | .429    | .385   | .902  | 3.9    | 2.8 | .5     | .5   | 20.4 |
| مسيرة    | مسيرة                    | 647 | 610 | 32.9  | .458    | .417   | .849  | 3.5    | 2.3 | .9     | .5   | 19.5 |
| أول-ستار | أول-ستار                 | 5   | 1   | 20.4  | .379    | .379   | 1.000 | 5.0    | 3.4 | .4     | .0   | 12.6 |

#### تصفيات
| السنة             | الفريق                  | لعب | بدأ | دقيقة | ميداني% | ثلاثية | حرة  | ارتداد | صنع | استلاب | تصدي | نقطة |
| ----------------- | ----------------------- | --- | --- | ----- | ------- | ------ | ---- | ------ | --- | ------ | ---- | ---- |
| 2013 [الإنجليزية] | غولدن ستيت [الإنجليزية] | 12  | 12  | 41.3  | .437    | .424   | .833 | 4.6    | 1.8 | 1.0    | .6   | 15.2 |
| 2014 [الإنجليزية] | غولدن ستيت [الإنجليزية] | 7   | 7   | 36.7  | .408    | .364   | .792 | 3.4    | 3.6 | 1.0    | .7   | 16.4 |
| 2015 [الإنجليزية] | غولدن ستيت [الإنجليزية] | 21  | 21  | 36.2  | .446    | .390   | .800 | 3.9    | 2.6 | .8     | .9   | 18.6 |
| 2016 [الإنجليزية] | غولدن ستيت [الإنجليزية] | 24  | 24  | 35.4  | .444    | .422   | .854 | 3.7    | 2.3 | 1.1    | .4   | 24.3 |
| 2017 [الإنجليزية] | غولدن ستيت [الإنجليزية] | 17  | 17  | 35.0  | .397    | .387   | .788 | 3.9    | 2.1 | .8     | .3   | 15.0 |
| 2018 [الإنجليزية] | غولدن ستيت [الإنجليزية] | 21  | 21  | 37.8  | .465    | .427   | .871 | 4.1    | 1.8 | .8     | .3   | 19.6 |
| 2019 [الإنجليزية] | غولدن ستيت [الإنجليزية] | 21  | 21  | 39.0  | .456    | .443   | .902 | 4.1    | 2.1 | 1.3    | .7   | 20.7 |
| 2022              | غولدن ستيت [الإنجليزية] | 22  | 22  | 36.0  | .429    | .385   | .867 | 3.9    | 2.3 | 1.1    | .7   | 19.0 |
| مسيرة             | مسيرة                   | 145 | 145 | 37.0  | .440    | .410   | .843 | 3.9    | 2.2 | 1.0    | .6   | 19.2 |

### كلية
| السنة                | الفريق       | لعب | بدأ | دقيقة | ميداني% | ثلاثية | حرة  | ارتداد | صنع | استلاب | تصدي | نقطة |
| -------------------- | ------------ | --- | --- | ----- | ------- | ------ | ---- | ------ | --- | ------ | ---- | ---- |
| 2008–09 [الإنجليزية] | واشنطن ستيت ‏ | 33  | 33  | 33.1  | .421    | .412   | .903 | 4.2    | 1.9 | .9     | .6   | 12.5 |
| 2009–10 [الإنجليزية] | واشنطن ستيت ‏ | 31  | 30  | 35.4  | .412    | .364   | .801 | 5.1    | 2.3 | 1.4    | .7   | 19.6 |
| 2010–11 [الإنجليزية] | واشنطن ستيت ‏ | 34  | 33  | 34.7  | .436    | .398   | .838 | 5.2    | 3.7 | 1.6    | .9   | 21.6 |
| مسيرة                | مسيرة        | 98  | 96  | 34.4  | .424    | .390   | .827 | 4.8    | 2.6 | 1.3    | .7   | 17.9 |

## إنجازات وجوائز

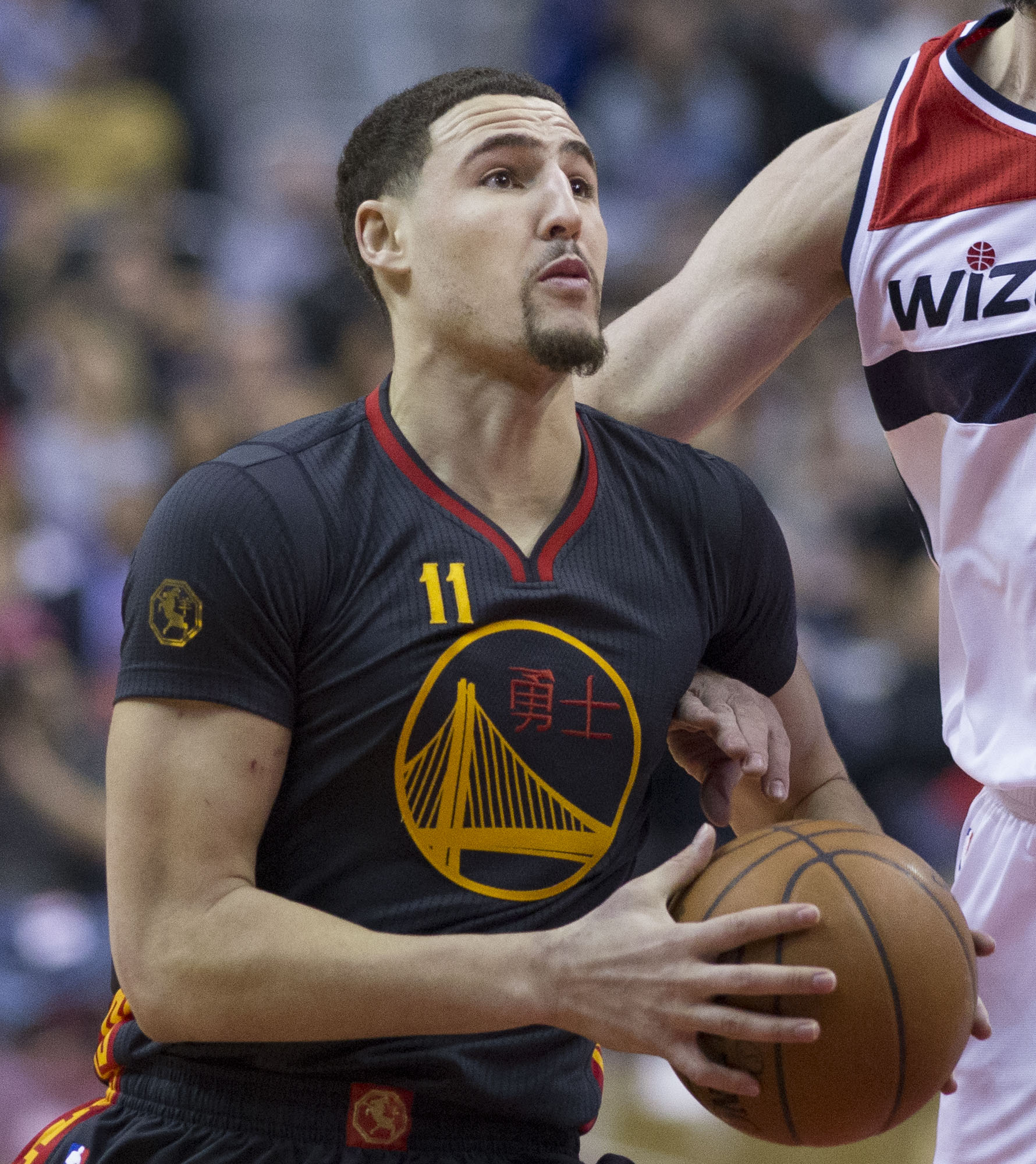
كلاي تومسون في 2015

- 4 × بطل الدوري الأمريكي للمحترفين: 2015، 2017، 2018، 2022
- 5 × إن بي أي أول-ستار: 2015، 2016، 2017، 2018، 2019
- 2 × أول-إن بي أي الفريق الثالث: 2015، 2016
- فريق إن بي أي أول-ديفنسف الثاني: 2019
- بطل إن بي أي منافسة ثلاث-نقاط: 2016
- فريق إن بي أي أول-روكي الأول: 2012
- سجل الدوري الأمريكي للمحترفين في الموسم العادي لمعظم النقاط المسجلة في ربع (37)[25]
- سجل الموسم العادي من الدوري الأمريكي للمحترفين لمعظم رميات ثلاثية في مباراة واحدة (14)[26]
- سجل الدوري الأمريكي للمحترفين لمعظم رميات ثلاثية في مباراة فاصلة واحدة (98 تعادل مع ستيفن كاري)[27]

## حياة شخصية
لعب شقيق تومسون الأكبر، مايكال، كرة السلة في جامعة ببردين وقضى فترة قصيرة في الإن بي أي مع كافلييرز، بينما أصبح شقيقه الأصغر، ترايس، لاعبًا في دوري البيسبول الرئيسي. واجه تومسون جدلًا عندما تم تعليقه بسبب لعبته الأخيرة في الموسم العادي في واشنطن ستيت بعد إصدار مذكرة جنائية جنحة لحيازة الماريجوانا. بعد فوزه ببطولة الدوري الأمريكي للمحترفين في عام 2015، أصبح تومسون ووالده رابع أب وابنه يفوزان بلقب الدوري الأمريكي للمحترفين، وانضموا إلى مات جوكاس الأب والابن، وريك وبرنت باري، وبيل ولوك والتون.
يشتهر تومسون بروح الدعابة الجافة والمختلفة.
يمتلك كلب بُلدوغ إنجليزي اسمه روكو.
في أواخر أكتوبر 2017، شارك تومسون في الجهود المحلية لجمع الأموال للإغاثة من حرائق الغابات في شمال كاليفورنيا في أكتوبر 2017، حيث تبرع بمبلغ 1000 دولار لكل نقطة سجلها في المباريات المنزلية ضد واشنطن ويزاردز وتورنتو رابتورز وديترويت بيستونز. مع وجود راعي إضافي ومشجعين متطابقين، تمكن تومسون من زيادة ذلك إلى 5,223 دولارًا لكل نقطة، مما أدى في النهاية إلى جمع 360,374 دولارًا من خلال جمع 69 نقطة عبر الألعاب الثلاث.
تومسون لاعب شطرنج متحمس وقد التقى بطل العالم للشطرنج، ماغنوس كارلسن.
كان تومسون على علاقة مع الممثلة الأمريكية لورا هارير من عام 2018 إلى أوائل عام 2020.

## فيلموغرافيا
| سنة  | عنوان              | دور               | ملاحظات |
| ---- | ------------------ | ----------------- | ------- |
| 2021 | سبيس جام: إرث جديد | نفسه، صوت وِت فاير | [ 45 ]  |

## روابط خارجية
- كلاي تومسون على موقع الاتحاد الدولي لكرة السلة (الإنجليزية)
- كلاي تومسون على موقع إن بي أي (الإنجليزية)
- كلاي تومسون على موقع سبورتس رفرنس (الإنجليزية)
- كلاي تومسون على موقع كرة السلة الأوروبية.كوم (الإنجليزية)
- كلاي تومسون على موقع DraftExpress.com (الإنجليزية)
- كلاي تومسون على موقع إي إس بي إن.كوم (الإنجليزية)
- كلاي تومسون على موقع كلية كرة السلة في سبورتس رفرنس.كوم (الإنجليزية)
- كلاي تومسون على موقع ريلجم (الإنجليزية)
- كلاي تومسون على موقع بروبوليرز (الإنجليزية)
- كلاي تومسون على موقع سبورتس رفرنس (الإنجليزية)